# Gare de Saint-Agnant-les-Marais
Gare de Saint-Agnant-les-Marais egy bezárt vasútállomás Franciaországban, Saint-Agnant településen.

## Vasútvonalak
Az állomást az alábbi vasútvonalak érintik:
- Ligne de Cabariot au Chapus

## Kapcsolódó állomások
A vasútállomáshoz az alábbi állomások vannak a legközelebb:
- Gare de Saint-Hippolyte-La Vallée (bezárt állomás)
- Gare de Marennes (bezárt állomás)

## Lásd még
- Franciaország vasútállomásainak listája